# Горбовцев, Михаил Максимович
Михаил Максимович Горбовцев (3 [15] ноября 1895, хутор Почепцы, Курская губерния — 16 марта 1978, Курск) — советский детский писатель.

## Биография
Родился в 1895 году на хуторе Почепцы Путивльского уезда Курской губернии (ныне Сумской области) в семье крестьянина.
В 12 лет остался сиротой и был взят на воспитание своим братом, который жил в Путивле, окончил Путивльское городское училище.
В 1916 году окончил Курскую учительскую семинарию, позже окончил ускоренный курс и сдал экзамен на чин прапорщика, но в связи с начавшимися революционными событиями стал работать учителем.
В 1925 году напечатал в «Курской правде» свой первый рассказ «Крапивник», в том же году в газете были напечатаны ещё два рассказа «4 номера стенгазеты» и «Новая деревня».
В 1928 году был принят во Всесоюзное общество крестьянских писателей, став секретарём его курского отделения, в тот же год был напечатан его рассказ «Пеночка».
В конце 20-х годов переехал в Льгов, где устроился работать в газету и создал литературный кружок.
В 1934 году переехал в Курск, где устроился работать в газету «Курская правда» и стал одним из основателей первого литературного объединения при Курском областном издательстве.
В 1935 году в издательстве «Курская правда» вышел литературно-художественный сборник «Утро», в котором был опубликован рассказ Михаила Горбовцева «Заячий хлеб»
В 1939 году закончил повесть «Мишкино детство», которая была напечатана в 1940 году «Курским альманахом», в том же году написал пьесы «Порченые» и «Гуси лапчатые».
С 1943 года по 1962 год писатель жил в Дмитриеве где работал директором краеведческого музея и редактором радиокомитета. Написал историю города под названием «История одного города». Собирал материалы о партизанском движении в районе, под псевдонимом М. М. Максимов, в соавторстве с А. А. Минько и И. И. Свириным написал очерк о Дмитриевском партизанском отряде «Дмитриевцы (Семнадцать месяцев в лесу)». За восстановление музея был награждён почётной грамотой от облисполкома.
В 1948 году, на Всесоюзном конкурсе на лучшую книгу для детей, повесть «Мишкино детство» получила третью премию Министерства просвещения и была рекомендована для внеклассного чтения. Повесть была переведена на польский и немецкий языки.
В 1951 году написал пьесу о Суворове «Туртукай».
В 1954 году была издана повесть «Записки школьника».
В 1956 году был принят в Союз писателей СССР.
В 1957 году написал пьесу «Бесценные ключи».
В 1962 году написал «Рассказы Ивана Семеновича».
С 1962 года и до конца жизни жил в Курске.

## Избранная библиография
- Мишкино детство. рис. Кузнецова М. М-Л. Детгиз 1949 г.
- Мишкино детство. Челябинск кн.изд. 1954 г.
- Записки школьника. Художник И. Я. Коновалов. Повесть в шести тетрадях. Курск Курское книжное изд 1954 г.
- Мишкино детство. Школьная библиотека. Рисунки И.Кузнецова. Москва. Детгиз. 1959 г.
- Мишкино детство. Курск. Курское книжное издательство. 1963 г.
- Косой барабанщик. худ. Карлов Воронеж Центрально-Чернозёмное книжное из-во 1965 г.
- Мишкино детство. Рисунки И.Кузнецова. М. Детская литература. 1971 г.
- Мишкино детство. Запасная учительница. Серия: Школьная библиотека. Рисунки И.Кузнецова. М. Детская литература 1971 г.
- Мишкино детство. Художник Анидалов Воронеж Центрально-Чернозёмное книжное издательство 1979 г.